# LV-9123
La LV-9123 és una carretera antigament anomenada veïnal, actualment gestionada per la Diputació de Lleida. La L correspon a la demarcació provincial de Lleida, i la V a la seva antiga consideració de veïnal.
És una carretera del Pallars Jussà, de la xarxa local de Catalunya, de 7 quilòmetres de llargària, que té l'origen a la C-1412b, en terme de Tremp, prop de Vilamitjana i el destí final en el poble de Sant Serni.
Només trepitja dos termes municipals: Tremp i Gavet de la Conca, i mena al pobles de Fontsagrada, Gavet i Sant Serni.
A quasi la meitat del seu recorregut travessa el riu de Gavet (o riu de Conques, de forma paral·lela a l'espectacular tub del canal de Gavet, que duu l'aigua per a la central hidroelèctrica de Reculada, situada a l'extrem sud-oest del terme de Gavet de la Conca. Aquest és el punt més baixa del seu recorregut.
En 6,8 quilòmetres de recorregut puja 162,8 m., en valors absoluts.